# Scytalopus urubambae
El churrín de Vilcabamba o tapaculo de Vilcabamba (Scytalopus urubambae), es una especie de ave paseriforme perteneciente al numeroso género Scytalopus de la familia Rhinocryptidae. Es endémico de los Andes de Perú.

## Distribución y hábitat
Se distribuye por los Andes centro orientales de Perú, al sur de la Cordillera Vilcabamba. Al oeste de Cuzco, inclusive cerca de Machu Picchu.
Es bastante común en el sotobosque de bosques de alta montaña y sus bordes, principalmente entre los 3600 y los 4100 m s. n. m. de altitud.

## Taxonomía
La presente especie ya fue considerada una subespecie de un Scytalopus magellanicus más ampliamente definido, pero difieren substancialmente en la vocalización.
Está relacionada con Scytalopus schulenbergi y S. simonsi, y aparentemente también a dos especies todavía no descritas del centro sur de Perú, una a 3000 –4000 m en Apurímac y la otra a 3450 –3650 m en Pasco. Es monotípica.